# Episteira mouliniei
Episteira mouliniei là một loài bướm đêm trong họ Geometridae.